# Pfeiff
Pfeiff (uttalas: fejf) är en svensk adlig ätt. Släkten hette ursprungligen Fife eller Fyf. En gren har blivit friherrlig.
Släkten ska härstamma från Skottland, där anfadern Georg Pfeiff levde på 1500-talet men lämnade på grund av religionsförföljelser, för att slå sig ner i Pommern. Hans far uppgavs ha varit vicomte, men själv blev han borgare. Till hustru skulle han enligt Anreps ättartavlor ha haft Anna Kückerman vars far skulle ha varit pommerskt hovråd. Deras son Johannes Pfeiffius var juris utriusque doktor och advokat i Stettin, samt gift med en Maria Faber vars far och morfar var generalsuperintendenter över stettinska respektive wolgatska regeringens kyrkor - morfadern Johannes Rungen var tillika professor i Greifswald och fadern doktor.
Den ena av Johannes Pfeiffius två soner, Daniel, blev pastor i tyska kyrkan i Köpenhamn. Han har en stor eftersläkt i Danmark och Norge. Den andra, Johann Jacob Pfeiff, blev först pastor i Tyska församlingen i Stockholm, pastor primarius och sist superintendent i Reval. Till hustru hade han Anna Grundel, dotter till landshövding Jacob Grundel och Elisabeth Depken. Hustrun och barnen adlades för hans förtjänster år 1678 på namnet Pfeiff. Barnen var:
- Elisabeth Pfeiff, gift först Schantz och sedan med Anders Gerner.
- Anna Maria Pfeiff, ogift, dövstum.
- Catharina Pfeiff, gift med inspektoren Joachim Möller.
- Fredric Pfeiff, kapten i holländsk sjötjänst och major till sjöss i engelsk tjänst, gift med en Lideman men barnlös.
- Daniel Pfeiff, assessor. (sannolikt uppkallad efter sin farbror)
- Margareta Pfeiff, gift Ehrenfelt.

Sönerna introducerades år 1680 på nummer 945. På svärdssidan fortlevde ätten enligt ovan med Daniel Pfeiff, assessor i Åbo hovrätt. Dennes hustru var Gertrud Helena Specht, en dotter till livmedikus Peter Specht. Deras döttrar gifte sig med borgmästare Johan Starling, major Johan Möllerheim, överstelöjtnant Alexander Modelin och överstelöjtnant Johan Blume. Yngste sonen generallöjtnanten Per Gustaf Pfeiff upphöjdes till friherre (se nedan) varmed hans adliga gren utgick.
Den äldre grenen av ätten utgår från den äldste sonen expreditionssekreteraren i Krigsexpeditionen Johan Jacob Pfeiff, gift med friherrinnan Funck vars mor var en Cronström. Bara två av deras barn fick själva barn, nämligen dottern Johanna Jacobina som gifte sig med sin kusin Pfeiff, och häradshövding Johan Pfeiff som gifte sig först med Johan Ihres dotter, men äktenskapet var barnlöst, och sedan med Eva Charlotta Halenia född i släkten Halenius vars morfar var Daniel Djurberg och på fädernet tillhörde samma släkt som Hallencreutz och var ättling till Bureätten. Av deras många barn gifte sig bara en dotter, med en prost Klingberg. Flera av sönerna blev krigsveteraner under de många slag som de deltog i, men den äldre grenen slocknade på svärdssidan på 1800-talet.
En tredje son till assessorn Daniel nobil. Pfeiff var Daniel Pfeiff d.y. till Svärtinge som var major vid Upplands infanteri, och gift med Anna Beata Lilljemarck, en sondotter till ärkebiskop Laurentius Stigzelius, tillhörande Bureätten och vars mor var en Appelgren. Denna gren slöts på svärdssidan år 1980.
Den friherrliga ätten härstammar enligt ovan från generallöjtnanten Per Gustaf Pfeiff till Lemshaga, gift med friherrinnan Ulrica Eleonora Palmqvist vars mor var en Stuart. År 1772 fick denna gren friherrlig värdighet och introducerades år 1776 under nr 289. En av deras söner var Carl Pfeiff, gift Spaldencreutz.
Den friherrliga ätten är alltjämt fortlevande.